# Referendum in Ungheria del 2003
Il referendum in Ungheria del 2003 si è tenuto il 12 aprile e aveva ad oggetto l'ingresso del Paese nell'Unione europea.
A seguito dell'esito favorevole del referendum, l'Ungheria è divenuta membro dell'Unione europea a decorrere dal 1º maggio 2004.

## Risultati
| Scelta               | Voti      | %     |
| -------------------- | --------- | ----- |
| Sì                   | 3.056.027 | 83,76 |
| No                   | 592.690   | 16,24 |
| Totale               | 3.648.717 |       |
| Schede bianche/nulle | 20.535    | 0,56  |
| Votanti/affluenza    | 3.669.252 | 45,62 |
| Elettori             | 8.042.272 |       |